# Sisymbrium reboudianum
Sisymbrium reboudianum är en korsblommig växtart som beskrevs av Jean Baptiste Verlot. Sisymbrium reboudianum ingår i släktet gatsenaper, och familjen korsblommiga växter. Inga underarter finns listade i Catalogue of Life.